# Luna 23
Luna 23 (rusky Луна 23) byla další automatická meziplanetární sonda ze Sovětského svazu, z programu Luna, která v roce 1974 sice dokázala přistát na Měsíci, ale pro poruchu neodebrala vzorky horniny a na Měsíci zůstala nečinná. V katalogu COSPAR byla později označena jako 1974-084A. Někdy byla označována jako Luník 23.

## Popis sondy
Použitý typ E-8-5M (výr. č. 410) byl vyroben v konstrukčním středisku OKB Lavočkina, což je dnešní NPO Lavočkina v Chimkách. Oproti předchozím sondám byl vylepšený. Byl tvořen ze dvou hlavních částí, přistávacího a startovacího (návratového) modulu. Hmotnost při startu udána 5600 kg, samotná část na Měsíci 1900 kg. Měla mj.vrtné zařízení určené k odběru vzorku horniny z hloubky až 2,5 metru.

## Průběh mise
Start nosné rakety Proton K/D se sondou byl odpoledne 28. října 1974 z kosmodromu Bajkonur. Nejprve byla vynesena na nízkou oběžnou dráhu nad Zemí (též uváděna jako parkovací) a z ní pomocí nosné rakety pokračovala v letu směrem k Měsíci. Během přeletu byla provedena 31. října korekce dráhy a 2. listopadu 1974 se sonda dostala na oběžnou dráhu Měsíce ve výši 94-104 km nad jejím povrchem. Poté byla její dráha pokyny ze Země dvakrát upravena. Dne 6. listopadu sonda přistála v oblasti Mare Crisium. Přistání nebylo zcela úspěšné, vrtné zařízení se stalo nefunkčním a protože k odběru vzorků nemohlo dojít, byla sonda ponechána na místě. Několik dní byly v činnosti některé z měřicích přístrojů a data odeslána na Zemi. Z fotografií pořízených sondou LRO je zřejmé, že se sonda při přistání převrátila na bok, což byla příčina neúspěchu mise.